# 카르멜 부수틸
카르멜 부수틸(몰타어: Carmel Busuttil, 1964년 2월 29일 ~ )은 전 몰타의 축구 선수이자 축구 감독이다. 포지션은 미드필더였다. 몰타의 최고의 선수로 여겨진다.

## 선수 경력
1979년 라바트 아약스 FC에서 프로 데뷔를 한 후, 2번의 리그 우승을 일구어냈다. 그 후 1988년 KRC 겡크로 이적해 주장 완장을 차고 활약하였고, 3번 팀 최다 득점자가 되었다. 1994년 슬리마 원더러스 FC로 이적하였으며 2001년 은퇴할 때까지 슬리마 원더러스에서 활동했다. 또한 몰타 축구 국가대표팀의 일원으로서 111경기에 출전하여 23골을 넣었다. 마이클 미프수드가 기록을 갈아치우기 전까지 몰타 축구 국가대표팀의 최고 득점자였다. 은퇴 후 부수틸은 몇몇 몰타 사립 학교에서 코치로 활동하였고 스스로 유스 축구 교실을 설립하였으며 2009년부터 2011년까지 몰타 축구 국가대표팀의 코치직을 수행했다.

## 같이 보기
- A매치 100경기 이상 출전한 축구 선수 명단